# Evacanthus nigramericanus
Evacanthus nigramericanus är en insektsart som beskrevs av Hamilton 1983. Evacanthus nigramericanus ingår i släktet Evacanthus och familjen dvärgstritar. Inga underarter finns listade i Catalogue of Life.